# مردی از المپوس
مردی از المپوس (ارمنی: Մարդն Օլիմպոսից) یک فیلم کمدی است محصول سال ۱۹۷۶، به کارگردانی دیمیتری کسایانتس

## بازیگران
- کارن جانگیروف
- لائورا وارطانیان
- آشوت نرسیسیان
- نورایر مناتساکانیان
- تاتول دیلاکیان
- لئونارد سارکیسف
- د. واهانیان
- اس. واهانیان
- ژنیا آوتیسیان
- ژاسمن مسریان